# Bradley (Maine)
Bradley és una població dels Estats Units a l'estat de Maine (EUA). Segons el cens del 2000 tenia 1.242 habitants.

## Demografia
Segons el cens del 2000, Bradley tenia 1.242 habitants, 514 habitatges, i 363 famílies. La densitat de població era de 9,7 habitants per km².
Dels 514 habitatges en un 30,9% hi vivien nens de menys de 18 anys, en un 59,5% hi vivien parelles casades, en un 6,6% dones solteres, i en un 29,2% no eren unitats familiars. En el 22% dels habitatges hi vivien persones soles el 7,2% de les quals corresponia a persones de 65 anys o més que vivien soles. El nombre mitjà de persones vivint en cada habitatge era de 2,42 i el nombre mitjà de persones que vivien en cada família era de 2,81.
Per edats la població es repartia de la següent manera: un 21,9% tenia menys de 18 anys, un 7,6% entre 18 i 24, un 32,6% entre 25 i 44, un 23,6% de 45 a 60 i un 14,3% 65 anys o més.
L'edat mediana era de 39 anys. Per cada 100 dones de 18 o més anys hi havia 94,8 homes.
La renda mediana per habitatge era de 37.163 $ i la renda mediana per família de 41.417 $. Els homes tenien una renda mediana de 30.647 $ mentre que les dones 21.359 $. La renda per capita de la població era de 18.009 $. Entorn del 5,8% de les famílies i el 9,3% de la població estaven per davall del llindar de pobresa.